# مرادآباد (دامغان)
مراد آباد روستایی در دهستان دامنکوه بخش مرکزی شهرستان دامغان استان سمنان ایران است.

## جمعیت
بر پایه سرشماری عمومی نفوس و مسکن در سال ۱۳۹۵ جمعیت این روستا ۲۵۳ نفر (در ۹۳ خانوار) بوده است.